# Скелетка
Скелетка, или скелетец — детская потешная (игровая) шарнирная кукла, состоящая из скреплённых точёных деревянных палочек. Обычно она прикреплялась ножками к подставке. Известны образцы, отлитые из серебра. Подвижная кукла такого типа появилась в России в конце XVIII века. Предполагается, что это произошло под влиянием французской или немецкой игрушечной традиции. Возможно, что распространению скелеток в России способствовало знакомство с подобными куклами во время заграничных походов русской армии в эпоху наполеоновских войн. Известно, что в конце XVIII века в таких немецких центрах производства игрушечной продукции, как Грёднерталь и Обераммергау, шарнирные куклы изготавливались в большом количестве. 
Токари-игрушечники изготавливали скелет куклы, а костюм клеился «кустарихами-одевальщицами» прямо на корпус и больше не снимался. Как и в других дешёвых куклах (талии, пеленашки, дитяшки с писком, горбачи), материалом для одежды и белья служила накрахмаленная марля. Сами изготовители называли кукол «шкрилетками». Скелетки выступали куклами для одевания и кроме игровой функции имели воспитательное значение для детей. Обычно изготавливались в варианте, где все части тела куклы были подвижны. По мнению искусствоведа Бориса Голдовского, скелетки ведут происхождение от древних обрядовых кукол, которые первоначально изготавливались в виде человеческого скелета. Скелетки на протяжении нескольких десятилетий являлись традиционным промыслом мастеров Сергиева Посада, которые придали куклам особый русский национальный колорит. В этом промышленном центре производства игрушек скелетки появились в середине XIX века. Искусствовед Галина Дайн в книге «Сергиев Посад — столица русской игрушки: кукольный промысел, из XIX — в XX век» (2011) назвала шарнирную куклу «русской Барби позапрошлого века, только неизмеримо лучше».
Скелетки, как и куклы-талии из папье-маше, использовались в качестве дешёвых ёлочных украшений. Известно, что скелетки являлись традиционным атрибутом рождественских праздников в семье писателя Льва Толстого. Его старшая дочь Татьяна Сухотина-Толстая вспоминала о семейных традициях в 1870-е годы: «В моё детство ни одна ёлка не обходилась без „скелетцев“. Это были неодетые деревянные куклы, которые гнулись только в бёдрах. Головка с крашеными чёрными волосами и очень розовыми щеками была сделана заодно с туловищем. Ноги были вделаны в круглую деревянную дощечку, чтобы кукла могла стоять. Этих „скелетцев“ мама покупала целый ящик, штук сто. Они… раздавались уже одетыми каждому приходящему на ёлку ребёнку. Вместе с ящиком „скелетцев“ мама приносила огромный узел с разноцветными лоскутами. Все мы запасались иголками, нитками, ножницами и начинали мастерить платья для голых скелетцев. Одевали мы их девочками, и мальчиками, и ангелами, и царями, и царицами, и наряжали в разные национальные костюмы: тут были и русские крестьянки, шотландцы, итальянцы и итальянки». Жена писателя Софья Толстая в 1910 году опубликовала сборник святочных рассказов для детей «Куколки-скелетцы и другие рассказы».